# Regione di Ayeyarwady
La regione Ayeyarwady o divisione dell'Irrawaddy o regione del delta è una divisione della Birmania meridionale. Occupa l'area del delta del fiume Irrawaddy. Il capoluogo è la città di Pathein.
Confina con la regione di Bago di a nord-est, con la regione di Yangon ad est e con lo Stato Rakhine a nord-ovest. A sud e sudovest è bagnata dal Golfo del Bengala e a sudest dal Mar delle Andamane. Ha una superficie di 35.964 km².

## Geografia
A nordovest della regione si trova la parte finale della catena dei Monti Arakan, il territorio della regione è principalmente costituito dalla piana alluvionale del fiume Irrawaddy ed è dedicato soprattutto alla coltivazione del riso, è infatti la prima regione del paese come produzione di riso. 
Nella regione si trovano numerosi laghi e il territorio è solcato da diversi corsi d'acqua tra i quali, oltre al fiume Irrawaddy vi sono i fiumi  Ayeyarwady, Ngawun, Pathein e Toe.

## Storia
Nel 2008 l'area è stata pesantemente colpita dal Ciclone Nargis.

## Divisione amministrativa

I distretti

La regione è suddivisa in otto distretti e 26 Township, i distretti sono i seguenti:
- Distretto di Pathein
- Distretto di Kyonpyaw
- Distretto di Hinthada
- Distretto di Labutta
- Distretto di Maubin
- Distretto di Myanaung
- Distretto di Myaungmya
- Distretto di Pyapon

## Economia

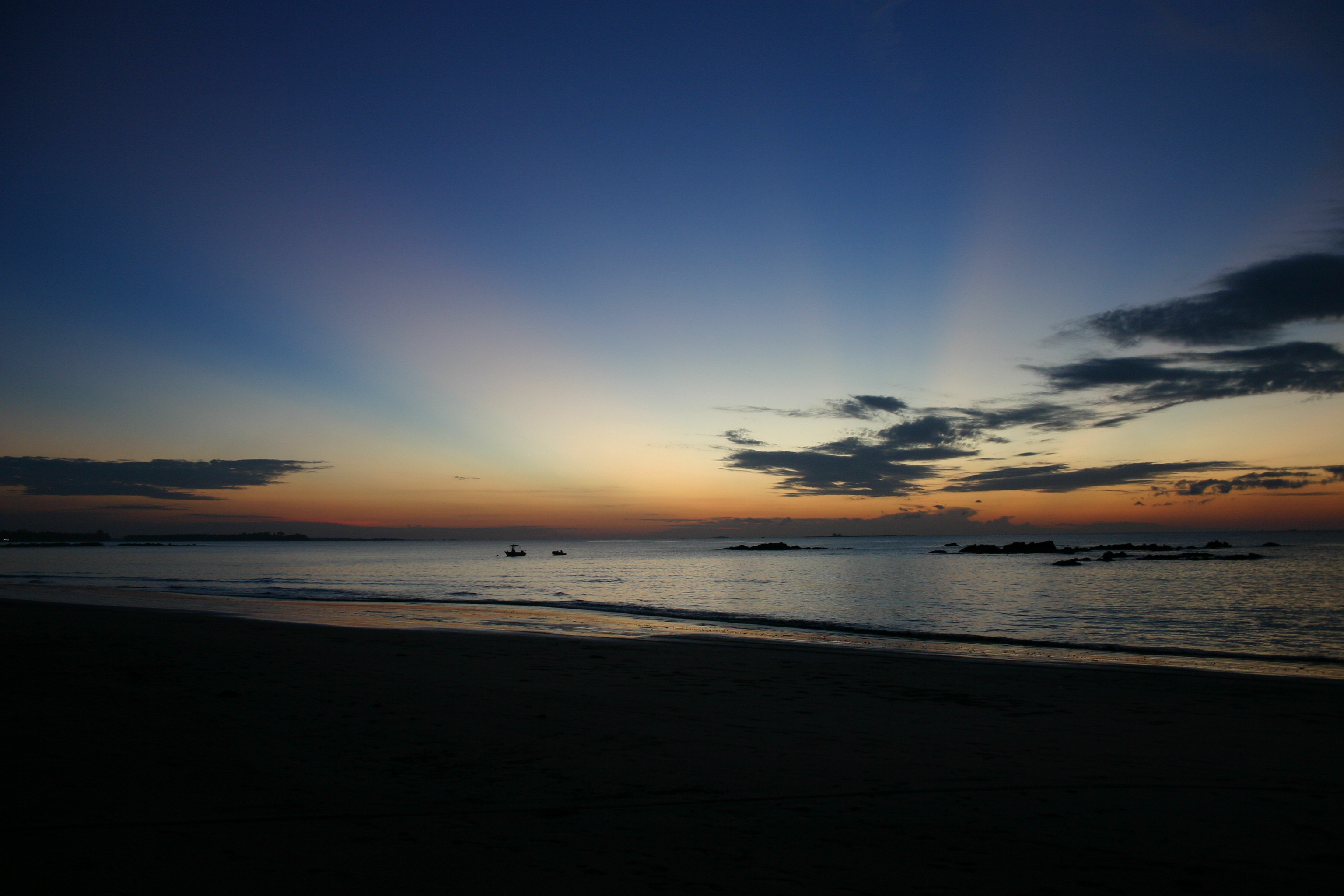
Chaungtha Beach è una località turistica della regione

La regione è ricca di foreste, la produzione di legname è un'attività importante nell'economia locale. La coltivazione di gran lunga preminente è però il riso, oltre a questo vengono coltivati mais, sesamo, arachidi, girasoli, fagioli lenticchie e juta. Anche la pesca e la lavorazione del pescato sono attività di rilievo.
Per quanto riguarda il turismo, da menzionare la città di Pathein in cui si trovano diversi edifici storici e templi. Sulla costa si trovano le località di Chaungtha Beach e di Ngwesaung, ambite mete turistiche della popolazione della capitale Yangon. Il lago Inye, situato nei pressi della città di Kyonpyaw, 95 km a nord-est di Pathein è un'altra meta del turismo locale.